# 生きたくはない僕等
『生きたくはない僕等』（いきたくはないぼくら）は、上原あずみの2枚目のアルバム。

## 概要
4年ぶり2作目のオリジナルアルバム。シングル作品3作を収録。
唯一、岩田さゆりに提供した「First love」はパンク風にセルフカバーした。
このアルバムと同時発売となった初の詩集「ココロ」に合わせてCDショップや書店での初のインストアイベントや握手会を行った。
累計売上枚数は2万枚。

## 収録曲
| 全作詞: 上原あずみ。 |                                              |            |                      |                      |      |
| #                    | タイトル                                     | 作詞       | 作曲                 | 編曲                 | 時間 |
| 1.                   | 「生きたくはない僕等」(アルバムのタイトル曲) | 上原あずみ | 三好真美             | 舛井功               | 3:56 |
| 2.                   | 「Never free」                               | 上原あずみ | 川島だりあ           | 小澤正澄             | 3:55 |
| 3.                   | 「秘密」                                     | 上原あずみ | 徳永暁人             | 小澤正澄             | 3:50 |
| 4.                   | 「Song for you 〜精一杯力一杯〜」            | 上原あずみ | 川島だりあ           | 尾城九龍             | 4:19 |
| 5.                   | 「Shiny way」                                | 上原あずみ | 太田俊秋             | 尾城九龍             | 3:34 |
| 6.                   | 「U&I」                                      | 上原あずみ | 川島だりあ、倉田冬樹 | 川島だりあ、倉田冬樹 | 5:21 |
| 7.                   | 「奇跡」                                     | 上原あずみ | 綿貫正顕             | 立山洋航             | 5:03 |
| 8.                   | 「人生ゲーム」                               | 上原あずみ | 三好誠               | 尾城九龍             | 5:04 |
| 9.                   | 「Maze」                                     | 上原あずみ | 三好誠               | 三好誠               | 3:27 |
| 10.                  | 「Last moment」                              | 上原あずみ | Bonn                 | Bonn                 | 4:09 |
| 11.                  | 「First love」                               | 上原あずみ | 小澤正澄             | 三好誠               | 3:49 |
| 12.                  | 「ママレード☆ラブ」                          | 上原あずみ | 岡本仁志             | 岡本仁志             | 3:20 |
| 13.                  | 「Song for you 〜Will〜」                    | 上原あずみ | 小林正範             | 大賀好修             | 4:20 |
| 合計時間:            | 合計時間:                                    | 合計時間:  | 合計時間:            | 54:07                |      |

## メディアでの使用
| # | 曲名                              | タイアップ                                                   |
| - | --------------------------------- | ------------------------------------------------------------ |
| 2 | 「Never Free」                    | 日本テレビ系「映画天国 チネ★パラ」グランドオープニングテーマ |
| 4 | 「Song for you 〜精一杯力一杯〜」 | 日本テレビ『音楽戦士 MUSIC FIGHTER』パワー・プレイ曲         |

## 参加ミュージシャン
- 大賀好修（OOM） - ギター
- 岡本仁志（GARNET CROW） - ギター、コーラス
- 小澤正澄 - ギター
- 倉田冬樹（FEEL SO BAD） - ギター
- Bonn - ギター
- 三好誠 - ギター
- 綿貫正顕 - ギター
- 大橋雅人（FEEL SO BAD） - ベース
- 山口昌人（FEEL SO BAD） - ドラム
- 岩井勇一郎（三枝夕夏 IN db） - コーラス
- 宇徳敬子 - コーラス
- 川島だりあ（FEEL SO BAD） - コーラス
- 星田紫帆 - コーラス
- 岡崎雪 - コーラス
- 中平彩子 - コーラス
- MIO - コーラス